# 鸡飞镇
鸡飞镇，是中华人民共和国云南省保山市昌宁县下辖的一个镇。
2014年6月30日，云南省人民政府批复同意撤销鸡飞乡，设立鸡飞镇。

## 行政区划
鸡飞镇下辖以下地区：
鸡飞村、扁木村、二母龙村、珠山村、里文村、英韬村、干塘村、八甲村、澡塘村和邑等村。

## 中国传统村落
2013年8月，珠山村大水井自然村被评为第二批中国传统村落。